# Manoir d'Inthéville
Le manoir d'Inthéville ou la Cour d'Inthéville est une ancienne demeure fortifiée, du XVe siècle, remaniée à plusieurs reprises, qui se dresse sur le territoire de la commune française de Fermanville, dans le département de la Manche, en région Normandie. L'édifice est partiellement inscrit au titre des monuments historiques.

## Localisation
Le manoir est situé au hameau d'Inthéville, un peu en retrait de la côte, à 1,1 kilomètre au nord-est de l'église Saint-Martin de Fermanville, dans le département français de la Manche.

## Historique

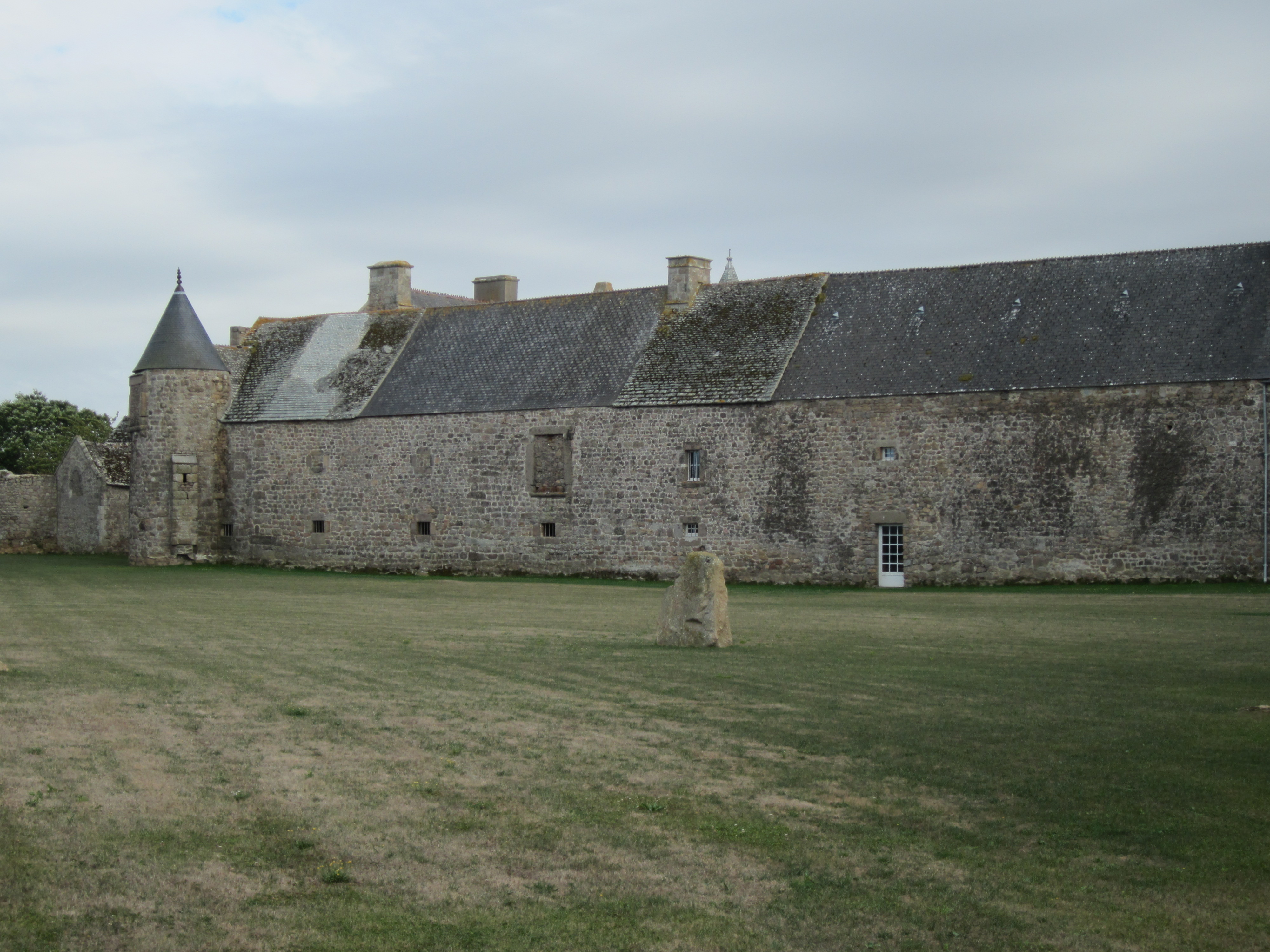
Façade extérieure nord du manoir d'Inthéville.

Le manoir d'Inthéville — représentatif des grandes exploitations agricoles seigneuriales du Nord-Cotentin — construit de la fin du XVe au XVIe siècle par la famille de Pirou a probablement remplacé un château plus ancien, avec maladrerie, (XIIe siècle ?) siège de la seigneurie de Fermanville, lui même construit pour remplacer le Castel de la Mondrée, un château situé à l'extrémité ouest de l'anse de la Mondrée et qui aurait été détruit par la mer en 900,. Le seul vestige de l'édifice primitif est la chapelle du XIIe siècle, dédiée à saint Étienne et sainte Madeleine.
Le corps de logis actuel date de la fin du XVe ou du début du XVIe siècle, bâti sous l'impulsion de la famille de Pirou, seigneurs de Fermanville depuis le début du XIVe siècle.
Fermanville passe ensuite dans le patrimoine de la famille Davy à la suite du mariage de Françoise de Pirou, fille de Catherine, avec Louis Davy, sieur de Sorthosville. Pierre Davy, premier marquis d'Amfreville, réside à la Cour d'Inthéville dont il ferme la cour sur ses trois côtés par des bâtiments d'exploitation en 1643. Ses fils s'illustreront dans la marine de Louis XIV, notamment Charles-François Davy d'Amfreville, lieutenant général des armées navales du Roi.
En 1739, le mariage d'Anne Davy, nièce de Charles-François, est célébré dans la chapelle d'Inthéville. Celle-ci est saccagée par les gardes nationaux de Saint-Pierre-Église pendant la Révolution française. Jacques-Marie d'Avice (1753 - Valognes 1806), seigneur de Fermanville, sera arrêté le 20 juillet 1794, et échappera à la guillotine par la chute de Robespierre.
La façade principale du corps de logis est réaménagée au cours du XIXe siècle, afin d'ordonner les fenêtres.
Pendant la Première Guerre mondiale, des troupes en garnisons ont endommagé l'autel baroque de la chapelle.
À la fin du XXe siècle, le manoir a été brièvement aménagé en gîte de France.

## Description

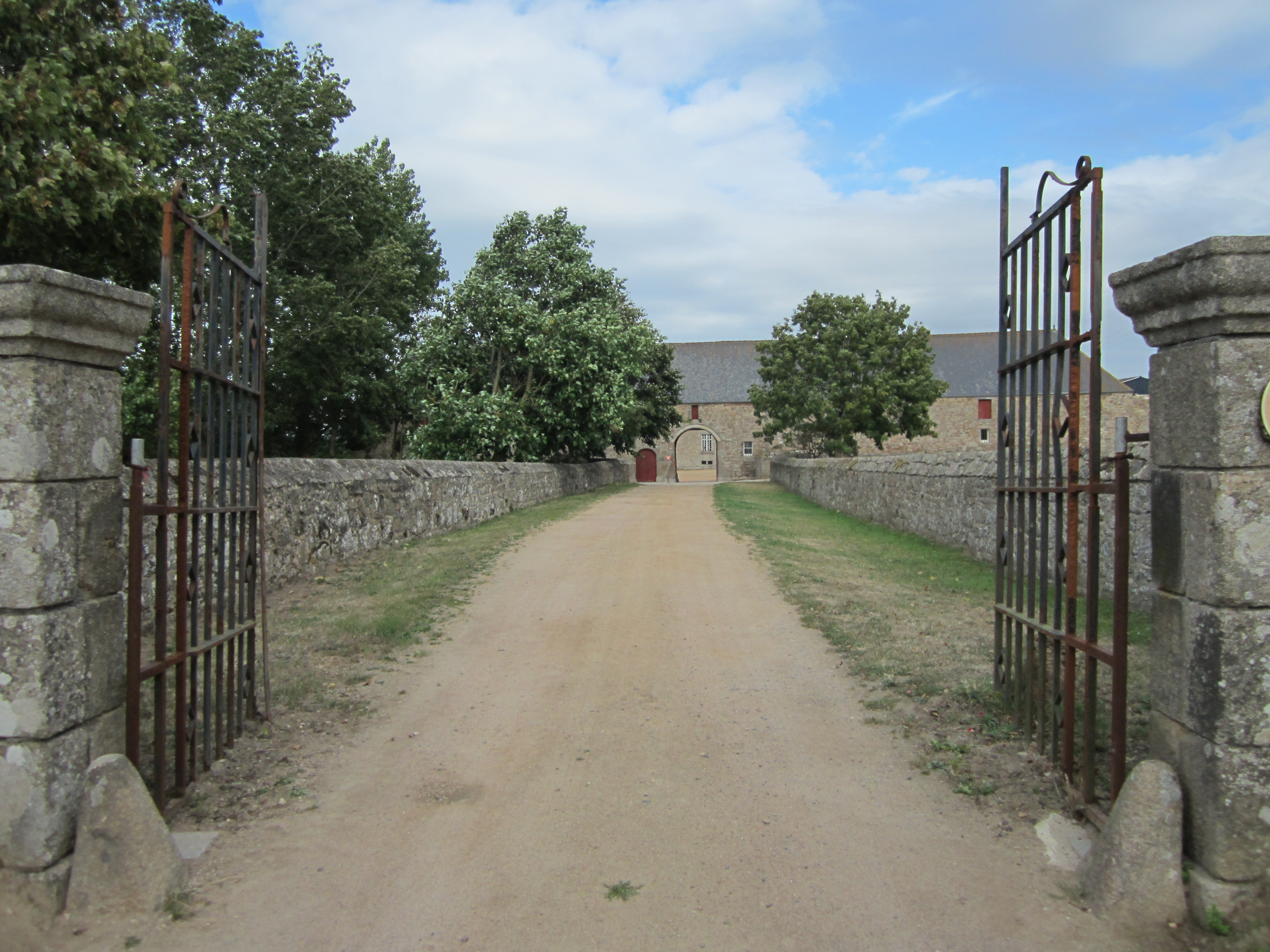
Allée conduisant au manoir.

La Cour d'Inthéville, dont les bâtiments les plus anciens dateraient de la Renaissance (fin du XVIe siècle), construits en granite rose de Fermanville, forme une cour carrée fermée : le corps de logis côté est, les bâtiments d'exploitation côtés nord, ouest et sud. L'accès à la cour s'effectue à travers la bâtiment ouest, au moyen de deux grandes portes cintrées.
Le corps de logis est un bâtiment d'environ 28 mètres de long sur 9 mètres de large. Il comporte deux étages et son toit — à l'origine entièrement couvert de schiste bleu — est incliné à environ 45°. Les sept fenêtres de la façade principale sont régulièrement ordonnées, résultat d'un réaménagement du XIXe siècle. Côté cour, une aile presque carrée au toit pyramidal est jointe au bâtiment principal par une tour octogonale au toit pointu, servant d'escalier. Côté jardin, la façade a gardé son style original du XVe siècle, dont une fenêtre Renaissance aux moulures prismatiques. Les vastes caves auraient été le débouché d'un tunnel menant au château de Saint-Pierre-Église.
Les communs aveugles vers l'extérieur comportent une charetterie à trois arches délimitées par des colonnes en granit légèrement rosé taillées au carré. Au-dessus, deux des trois lucarnes sont surmontées par des frontons en arrondis dans lesquels sont sculptées de larges coquilles Saint-Jacques.
La chapelle Sainte-Madeleine datant du XIIe siècle est accolée au nord du manoir. Elle comporte des éléments de styles roman, gothique et Renaissance, et est percée d'une belle fenêtre ogivale.
À l'angle nord-est se trouve une tour circulaire, possible vestige d'une précédente enceinte.

## Protection
Les façades et les toitures du logis et de l'ensemble des communs, y compris la charretterie et la tour de défense nord-est et la chapelle en totalité sont inscrits au titre des monuments historiques par arrêté du 31 octobre 2002.

## Liste des possesseurs de la terre et du fief de Fermanville
Liste non exhaustive.
- Famille de Beaumont
  - Guillaume de Beaumont (XIIIe siècle)
  - Guillaume de Beaumont (1332)
- Famille de Pirou
  - Jean de Pirou
  - Olivier de Pirou
  - Guillaume de Pirou
  - Guillaume II de Pirou
  - Olivier de Pirou (1544-1559)
  - Jean de Pirou († 1595)
  - Catherine de Pirou, sœur du précédent (1595)
- Famille Davy
  - Louis Davy, époux de la précédente
  - Charles Davy
  - Louis-Antoine Davy (1774)
- Famille Avice
  - Jacques-Marie d'Avice (c. 1785), neveu du précédent
  - Eugénie-Marie-Léonore Avice de Fermanville, épouse du précédent